# Менсонидес, Вигер
Вигер Менсонидес ((нидерл. Wieger Emile Mensonides), родился 12 июля 1938 в Гравенхаге, Южная Голландия, Нидерланды)) — голландский пловец. Бронзовый призёр чемпионата Европы по плаванию и Олимпийских игр в Риме 1960 года.

## Биография
Вигер Менсонидес родился 12 июля 1938 года в Гравенхаге, впоследствии Гаага. Тренировался на базе клуба «HZ Zian». Профессионально начал выступать с 1959 года. Первая золотая медаль была заработана в дисциплине 200 м брассом на национальном соревновании пловцов Нидерландов (Nederlandse Kampioenschappen). Впоследствии, каждый раз, когда Менсонидес участвовал на этих соревнованиях (1960—1964, 1967 годов) он непременно зарабатывал золотую медаль. Первый успешный дебют на международной арене состоялся на Летних Олимпийских играх 1960 года в Риме. В дисциплине 200 м брассом, Менсонидес заработал бронзовую медаль. С результатом 2:39.7 он уступив спортсменам из США и Японии. Следующим его личным достижением было участие на чемпионате Европы по водным видам спорта 1962 года в Лейпциге. В дисциплине 4×100 м комбинированная его команда заработала бронзовую медаль, уступив соперникам из ГДР и СССР. Вигер Менсонидесу принадлежат 19 рекордов в дисциплине 100 м и 200 м брассом.